# Phiala alba
Phiala alba is een vlinder uit de familie van de Eupterotidae. De wetenschappelijke naam van de soort is voor het eerst voorgesteld als Lichenopteryx alba door Per Olof Christopher Aurivillius in een publicatie uit 1893.
De soort komt voor in Centraal- en Oostelijk tropisch Afrika waaronder Eritrea, Ethiopië, Centraal-Afrikaanse Republiek, Gabon, Congo-Kinshasa, Tanzania, Zambia, Malawi, Mozambique en Zimbabwe.